# Courtedoux
Courtedoux (antiguamente en alemán Ludolfsdorf) es una comuna suiza del cantón del Jura, situada en el distrito de Porrentruy. Limita al norte y este con Porrentruy, al sur con Fontenais, al oeste con Haute-Ajoie y al noroeste con Bure.

## Referencias

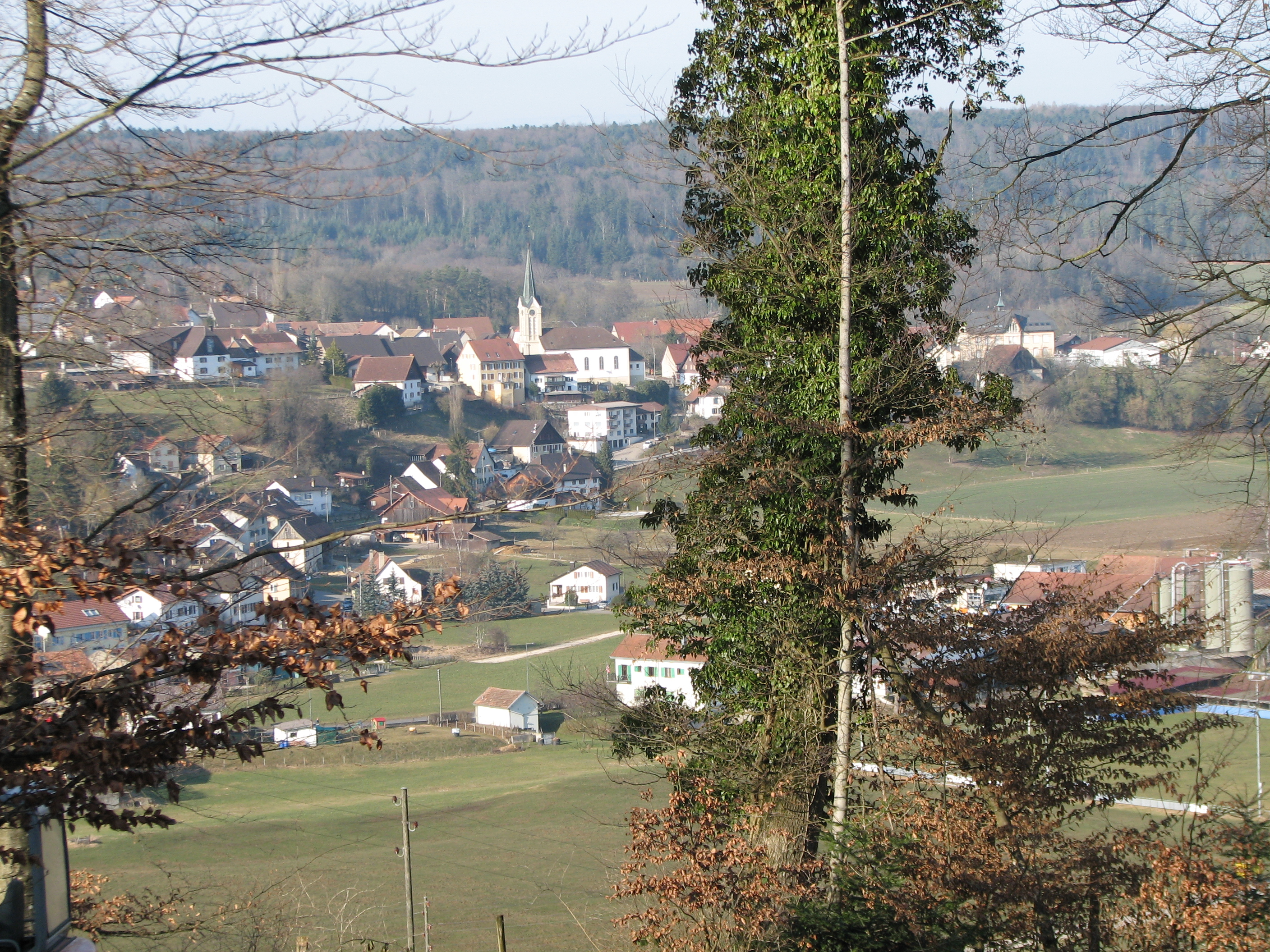
Vista de Courtedoux.